# Водяна черепаха японська
Водяна черепаха японська (Mauremys japonica) — вид черепах з роду Водяні черепахи родини Азійські прісноводні черепахи.

## Опис
Загальна довжина карапаксу досягає 18,2—22 см. Спостерігається статевий диморфізм: самиці більші за самців. Голова порівняно невеликого розміру. Очі великі. Панцир у самиць піднято догори, у самців він більш плаский. Карапакс з медіальний кілем. Щитки зростають щорічно, що добре помітно. Пластрон плаский. Перетинка між карапаксом й пластроном доволі широка.
Голова світло—коричнева з темними плямами на щелепах, шиї та з боків. Шия коричнева з безліччю смуг. Карапакс коричневого забарвлення. У старих черепах панцир може бути практично чорним, тоді як у молодих він оливково—коричневий з жовтуватим кілем. Пластрон коричнево—чорний. Перетинка коричнева. Кінцівки і хвіст темно—коричневі зі світло—жовтим відтінком з боків й на верхній поверхні хвоста.

## Спосіб життя
Полюбляє струмки, річки з м'яким дном і рясною рослинністю, болота, ставки, озера, рисові поля. Активна вдень, лише на час спеки полює у сутінках. Харчується фруктами, земляними хробаками, равликами, рибою, жабами, комахами, раками, бур'яном, падлом.
Полюбляє грітися на березі іноді навіть далеко від води. У холодну пору впадає у сплячку під камінням або в опале листя у ставках, проте активна навіть при низькій температурі у 5 °C.
Статевозрілою стає у 3—5 років. Сезон парування починається у вересні і триває до квітня з перервою на зиму. Протягом року самиця робить 1—3 кладки по 1—12 яєць. Перерва між кладками від 10 до 15 днів. Самиця відкладає білі овальні яйця з тендітною шкаралупою мають розмір 36×22 мм. Інкубаційний період триває 70 днів. Черепашенята з'являються наприкінці серпня — на початку жовтня. Довжина їх 25-35 мм. Медіальний кіль у них добре виражений, 2 бокових кіля виражені не так чітко. Колір карапаксу в них яскравіше, ніж у дорослих. На пластроні присутня велика темна пляма або широкий малюнок з темних ліній.

## Розповсюдження
Мешкає на островах Хонсю, Кюсю і Шікоку (Японія).